# István Rusznyák
István Rusznyák (Budapeste, 22 de janeiro de 1889 — Budapeste, 15 de outubro de 1974) foi um médico húngaro. Foi presidente da Academia de Ciências da Hungria, entre 1949 e 1970.

## Contribuições
Juntamente com Albert Szent-Györgyi descobriu a vitamina P e provou que esta pertence quimicamente às flavonas.